# Afarsia sieversii
Afarsia sieversii is een vlinder uit de familie van de Lycaenidae. De wetenschappelijke naam van de soort is voor het eerst gepubliceerd in 1873 door Hugo Theodor Christoph.
De soort komt voor in Centraal-Azië.

## Ondersoorten
- Afarsia sieversii sieversii
  - = Lycaena mirza Staudinger, 1874
- Afarsia sieversii albolunulatus (Tshikolovets, 2017)
- Afarsia sieversii amatrix (Churkin & Zhdanko, 2002)
- Afarsia sieversii iris (Lang, 1884)
- Afarsia sieversii felicia (Evans, 1932)
- Afarsia sieversii goranus (Tshikolovets, 1997)
- Afarsia sieversii kokasmansyaktuuanus (Korb, 2010)